# Bureau d'enregistrement de Richmond
Le bureau d'enregistrement de Richmond est un ancien palais de justice et bureau d'enregistrement situé au 295, rue Principale Sud à Richmond au Québec (Canada). Cet édifice de style néoclassique a été construit en 1859 et 1860 dans le but de loger un palais de justice de comté, qui loge les tribunaux civils inférieurs. Il a été reconnu comme monument historique en 1976, et classé immeuble patrimonial en 2012.

## Histoire
Le palais de justice de Richmond a été construit en 1859 et 1860, selon les plans de l'architecte Josiah Simons Brown. Sa construction fait suite à une réforme administrative des établissements judiciaires préparé par le procureur général du Canada, George-Étienne Cartier, et entrée en vigueur en 1857. Cette réforme divise le Canada-Est en 21 districts judiciaires autonomes. De plus on voit la construction entre 1857 et 1866 de 23 palais de justice de comté. Ces derniers servent de tribunaux civils inférieurs. Contrairement aux palais des justice de districts, qui sont construits par le département des Travaux publics, les palais de justice de comté sont construits par la municipalité de comté avec une aide du gouvernement. Ces palais de justice ont une architecture plus variée qui ceux de district. Pour des raisons pratique, on y loge aussi le bureau d'enregistrement.
Le rez-de-chaussée du bureau d'enregistrement de Richmond alors que l'étage comprend la cour de magistrat. Le conseil du comté de Richmond utilise aussi la salle d'audience comme salle de réunion. En 1876, on ajoute une aile à l'arrière et en 1928 un appentis en brique y est ajouté. L'édifice set de palais de justice pour la cour de magistrat, suivie par la cour provinciale. La même année, le bureau d'enregistrement est déménagé dans l'hôtel de ville de Richmond. 
Le 23 mars 1976, l'édifice est reconnu comme monument historique. En 1977, la municipale du comté de Richmond vend l'édifice. L'intérieur est réaménagé en 1978, pour y inclure un commerce au rez-de-chaussée et un logement à l'étage. L'aile arrière est rehaussé d'un étage en 1987 et un balcon est ajouté sur le porche.